# Виетнамци
Виетнамците (на виетнамски: người Việt, наричани също Виети) са австроазийска народност, която живее предимно във Виетнам, където те съставляват около 86% от населението. Виетнамците са една от 56-те официално признати етнически групи в Китай.

## История
Предполага се, че виетнамците, както и другите австроазийски народи, произхождат от южен Китай, както и народите австронезийци и тай-кадаи. Смята се, че родината на всички австроазийски народи е областта на река Яндзъ. Оттам австроазийските племена населили Югоизточна Азия и части от днешна Индия и Индонезия. Древните виетнамци са живели в района на северен Виетнам и южен Китай. От тези райони те се заселват в други части на Виетнам. Генетичните анализи показват, че те са монголоиден народ, свързан с народите от Южен Китай и други към народите от Южна Азия.

## Диаспора
Първоначално от северен Виетнам и южен Китай, виетнамците са се разселили на юг и са завладели голяма част от земята, принадлежаща на бившето Кралство Чампа и Кхмерската империя през вековете. Те са доминиращата етническа група в повечето провинции на Виетнам и съставляват малък процент от населението в съседна Камбоджа.
В началото около XVI век групи от виетнамци мигрират в Камбоджа и Китай за търговски и политически цели. Потомци на виетнамски мигранти в Китай образуват етническата група джин в страната и основно живеят в и около провинция Гуанси. Виетнамците формират най-голямата етническа малцинствена група в Камбоджа с 5% от населението. По времето на Червените кхмери те са били силно преследвани и оцелелите от режима до голяма степен са избягали във Виетнам.
По време на френския колониализъм, Виетнам е смятан за най-важната колония в Азия от френските колониални сили, а виетнамците са имали по-високо социално положение от другите етнически групи във Френски Индокитай. В резултат на това образовани виетнамци често са били обучавани да бъдат назначавани на длъжности в колониалното правителство в другите азиатски френски колонии Лаос и Камбоджа, а не местни жители на съответните колонии. Имало е и значително представителство на виетнамски студенти във Франция през този период, състоящи се предимно от членове на елитния клас. Голям брой виетнамци също мигрират във Франция като работници, особено по време на Първата и Втората световна война, когато Франция набира войници и местни жители от своите колонии, за да помагат във военните усилия в метрополията. Вълната от мигранти във Франция по време на Първата световна война формира първото голямо присъствие на виетнамци във Франция и западния свят.
Когато Виетнам придобива своята независимост от Франция през 1954 г., редица виетнамци, лоялни към колониалното правителство, също мигрират във Франция. По време на разделянето на Виетнам на Северен и Южен, редица студенти от Южен Виетнам също пристигат да учат във Франция, заедно с лица, участващи в търговия със Франция, която беше основен икономически партньор на Южен Виетнам.
Принудителното репатриране през 1970 г. и смъртните случаи по време на ерата на Червените кхмери намаляват виетнамското население в Камбоджа от между 250 000 и 300 000 през 1969 г. до отчетените 56 000 през 1984 г.
Падането на Сайгон и краят на войната във Виетнам предизвикват началото на виетнамската диаспора. Признавайки международна хуманитарна криза, много страни приемат виетнамски бежанци, предимно от САЩ, Франция, Австралия и Канада. Междувременно, при новия комунистически режим, десетки хиляди виетнамци са изпратени да работят или учат в страните от Източния блок като помощ за развитие на виетнамското правителство. Въпреки това, след падането на Берлинската стена, огромно мнозинство от тези отвъдморски виетнамци решават да останат в приемните си нации.

## Език
Виетнамците говорят виетнамски език, който принадлежи към групата на Мон-кхмерските от австроазийското езиково семейство. През историята виетнамският език е възприемал много думи от китайския език и е използвал и знаковата азбука, а днес използва само латинската писменост.

## Известни личности
- Во Нгуен Зиап – северновиетнамски генерал, обединител на страната
- Ле Дък Тхо – нобелов лауреат за мир, 1973 г.
- Тик Нят Хан – монах, писател и пацифист
- Фам Туан – първият виетнамски космонавт
- Ханой Хана – радиоводеща от виетнамската война
- Хо Ши Мин – министър-председател и президент на Северен Виентам
- Чан Нян Тонг – виетнамски император, поет и философ от 13 – 14 век
- Чан Хънг Дао – виетнамски пълководец от 13 – 14 век